# L'Embouteillage sans fin
L'Embouteillage sans fin est le 3e épisode de la saison 3 de la série télévisée britannique Doctor Who. Son titre sur l'édition DVD française est New New York. Diffusé pour la première fois le 14 avril 2007 sur BBC One, il a été visionné par 6,97 millions de téléspectateurs, ce qui représente la 7e meilleure audience de la chaîne sur la semaine. L'épisode a reçu le prix des Ursa Major 2007 pour le « meilleur travail anthropomorphique dans un court métrage ou une série ».
Le Docteur revient avec Martha sur la Nouvelle Terre où il avait déjà emmené Rose dans Une nouvelle Terre. New New York, délabré, paraît presque à l'abandon. Martha se fait enlever par un jeune couple et le Docteur doit s'aventurer dans le périphérique pour la retrouver.

## Distribution
- David Tennant : Le Docteur
- Freema Agyeman : Martha Jones
- Ardal O'Hanlon : Thomas Kincade Brannigan
- Anna Hope : Hame
- Travis Oliver : Milo
- Lenora Crichlow : Cheen
- Jennifer Hennessy (en) : Valerie
- Bridget Turner : Alice
- Georgine Anderson : May
- Simon Pearsall : Whitey
- Daisy Lewis : Javit
- Nicholas Boulton : L'homme d'affaires
- Erika Macleod : Sally Calypso
- Judy Norman : Ma
- Graham Padden : Pa
- Lucy Davenport : La femme au teint pâle
- Tom Edden : Pharmacien #1
- Natasha Williams : Pharmacien #2
- Gayle Telfer Stevens : Pharmacien #3
- Struan Rodger : Face de Boe

## Résumé
Grâce au TARDIS, le Docteur emmène Martha en l'an cinq milliards cinquante-trois à New New York sur la planète Nouvelle Terre. Ils se retrouvent dans les bas-fonds de la ville, accueillis par des « marchands d'humeur ». Une jeune femme venue chercher de l'oubli leur explique que ses parents ont pris le périphérique et qu'elle ne les reverra donc jamais. Alors que le Docteur et sa compagne commencent à s'intéresser à l'affaire, Martha est brusquement enlevée par un jeune couple, Milo et Cheen, qui l'emmènent dans leur véhicule et prennent également la route. Ils lui expliquent que Cheen est enceinte et que pour pouvoir prendre la voie express du périphérique, réservée aux véhicules à occupation multiple, il faut trois passagers adultes. Ils lui promettent de la relâcher dès qu'ils auront atteint leur destination finale, distante de seize kilomètres, dans six ans. Cheen mentionne également des rumeurs à propos de la voie express.
Le Docteur se lance à la poursuite de Martha et découvre un gigantesque embouteillage. Comme les gaz des véhicules commencent à l'affecter, il est pris en stop par Thomas Kincade Brannigan, un homme-chat, et Valerie, son épouse humaine. Le couple est sur la route depuis plusieurs années mais n'a fait que peu de kilomètres. Le Docteur cherche à joindre la police, en vain, mais deux amies de Brannigan l'aident à localiser le véhicule contenant sa compagne. Comme Brannigan refuse de mettre sa famille en danger en descendant vers la voie express, le Docteur ouvre la trappe du sol grâce à son tournevis sonique et saute de véhicule en véhicule. Peu de temps après le départ du Docteur, la novice Hame, envoyée par Face de Boe pour le retrouver, se lance à sa poursuite.
Martha, Milo et Cheen commencent à entendre des bruits étranges tout autour d'eux, et un conducteur voisin leur conseille de s'échapper, ce que Milo refuse. Le Docteur, qui se trouve désormais dans un véhicule juste au-dessus de la voie express, découvre qu'elle est envahie par des Macras, de grandes créatures semblables à des crabes qui attaquent et dévorent ceux qui s'aventurent dans cette voie. Le véhicule où se trouve Martha est sans cesse attaqué par les monstres. Elle se rend compte que les monstres sont attirés par la lumière et demande à Milo de tout couper, ce qui leur sauve momentanément la vie mais ne leur laisse que quelques minutes d'oxygène.
La novice Hame rattrape finalement le Docteur et se téléporte avec lui dans le Sénat de New New York où Face de Boe les attend. Hame explique qu'il y a vingt-quatre ans, un virus a muté à l'intérieur d'une des « drogues » d'humeur à la mode et a tué la plupart des habitants de la planète, mise alors en quarantaine. La population du périphérique, emprisonnée, est quant à elle saine et sauve mais tourne en rond sans le savoir. Face de Boe s'est branché au système pour maintenir l'autoroute opérationnelle. Avec son aide, le Docteur réussit à ouvrir le plafond de l'autoroute et demande à tous les conducteurs de sortir immédiatement, permettant également à Martha, Milo et Cheen de remonter. Le plan réussit, mais Face de Boe a perdu ses dernières forces dans l'opération et est tout près de la mort. Avant de mourir, il livre au Docteur, qui pense être le dernier Seigneur du Temps, ce secret : « Vous n'êtes pas tout seul ». Le Docteur avoue à Martha qu'il lui a menti et, comme les habitants de la planète entonnent un hymne, lui avoue la vérité au sujet de ce qu'il est arrivé à son espèce et à Gallifrey avant de retourner au TARDIS.

### Continuité
- Les Macras sont déjà apparus dans un arc de la première série, The Macra Terror[3].
- La description que le Docteur fait à Martha de Gallifrey et de la nouvelle Terre correspond à celle donnée dans la première série. Ainsi, on retrouve sa réflexion sur le nom de New New York (« Historiquement, c'est le quinzième New York, donc il s'agit de New New New New New New New New New New New New New New New York »).
- Dans la voiture des deux asiatiques, on peut apercevoir un poster avec ces deux caractères : 悪狼, qui signifient « Bad Wolf »[4].
- La révélation que doit faire Face de Boe à un voyageur solitaire est évoquée pour la première fois dans Une nouvelle Terre.

## Production
Une seule voiture a été utilisée pour tout l'épisode, l'intérieur étant redécoré selon les scènes. C'est pourtant, selon Russell T Davies, l'épisode qui aura utilisé le plus d'effets spéciaux pour la saison de 2007.
L'ancienne et la nouvelle série de Doctor Who n'en forment officiellement qu'une seule. Grâce à cet épisode, Doctor Who bat le record de Star Trek en devenant la série de science fiction la plus longue au monde.

### Musique
On entend deux hymnes chrétiens traditionnels : The Old Rugged Cross et, à la fin de l'épisode, Abide with me.